# Ritmische gymnastiek
Ritmische gymnastiek is een combinatie van dans, van acrobatische bewegingen en van choreografie. Ritmische gymnastiek valt in Nederland onder de KNGU (Koninklijke Nederlandse Gymnastiek Unie) en wordt vooral door vrouwen beoefend. De sport is begin 20e eeuw min of meer gelijktijdig in Duitsland en in Rusland ontstaan. In 1962 erkende de FIG de ritmische gymnastiek als apart onderdeel; de eerste wereldkampioenschappen werden in 1963 te Boedapest gehouden. In 1971 introduceerde de FIG een puntensysteem en sinds 1984 is de sport Olympisch.

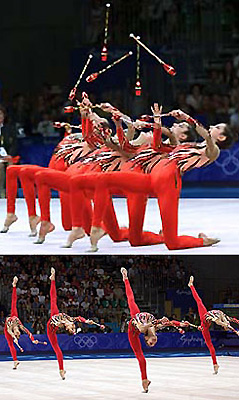
Griekse turnsters met knotsen op de Olympische Spelen in Australië in 2000

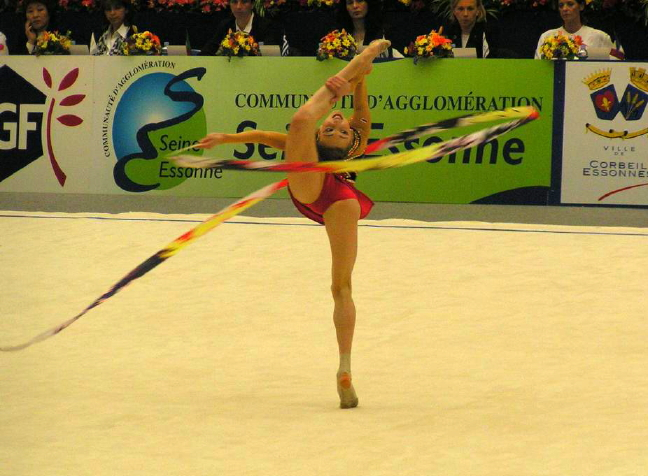
Het lint

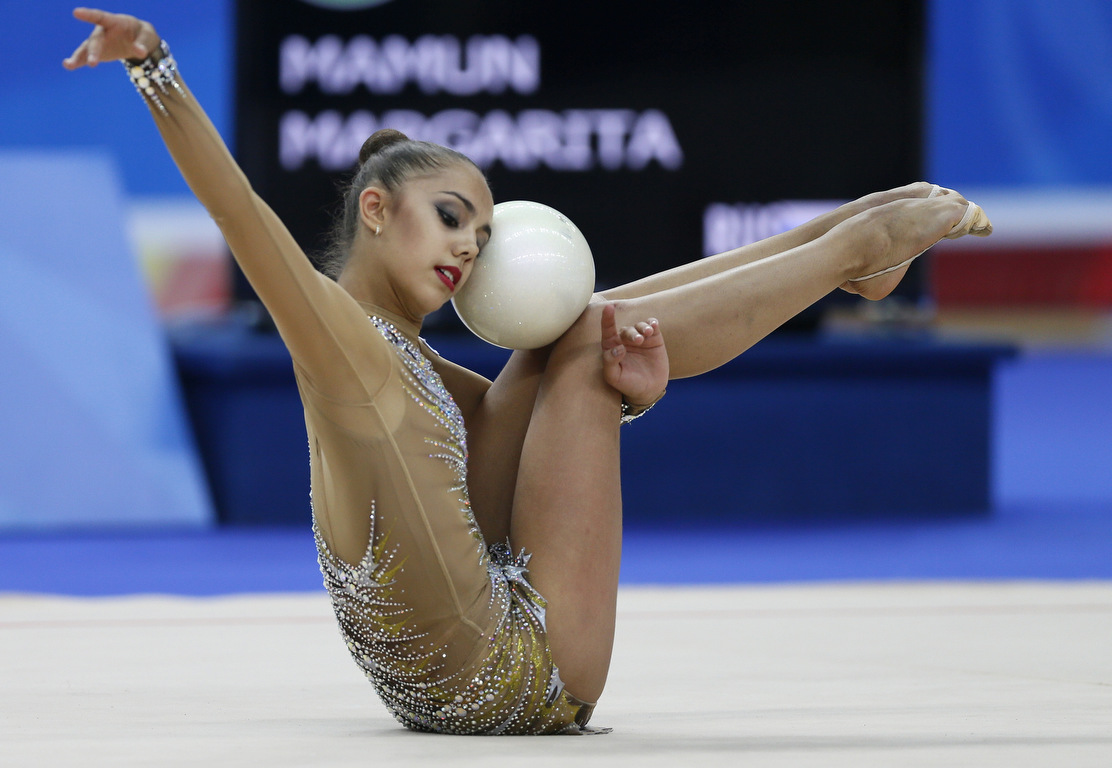
De bal

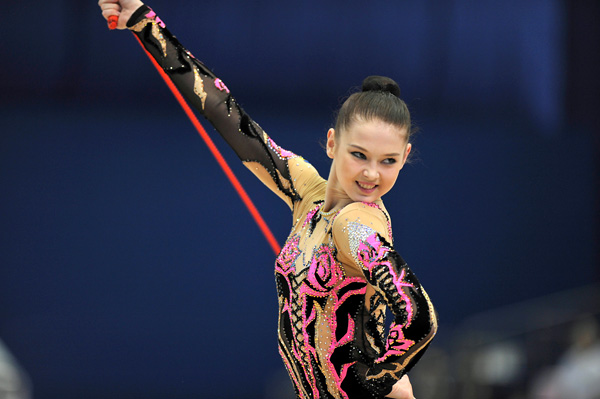
Het touw

## Materiaal
Bij ritmische gymnastiek maakt men tijdens de oefening gebruik van vijf materialen: hoepel, bal, knotsen, lint en touw. Tijdens internationale wedstrijden worden echter maar vier van deze materialen gebruikt, welke om de vier jaar door de FIG worden bepaald. Gedurende twee jaar is dus één materiaal tijdens internationale wedstrijden uitgesloten.
- Het touw is aan de uiteinden voorzien van twee knopen waardoor het makkelijker te hanteren is. Qua lengte is het in verhouding met de turnster. Het touw is synthetisch of van linnen.
- De bal weegt 400 gram en heeft een diameter van 18-20 cm. De bal is van kunststof.
- De 300 gram wegende hoepel kent een diameter van 80-90 cm. De hoepel is van synthetisch materiaal.
- Het lint is 4-6 cm breed, minimaal 6 m lang en voorzien van een stokje van 50-60 cm. Het lint is van satijn.
- De knotsen meten 50-60 cm en wegen 150 gram. De knotsen zijn van rubber.

## Wedstrijden
Voor de puntwaardering zijn alle materialen aan elkaar gelijk; bij elke oefening moet de choreografie een aantal basisfiguren bevatten (elementen): sprong- en draaibewegingen en bewegingen welke blijk geven van lenigheid en evenwicht.
Wedstrijden vinden plaats op een netto-vloeroppervlak van 13x13m, met aan elke zijde een veiligheidszone van een meter. De plafondhoogte is minimaal 8 meter, dit om de materialen zo hoog mogelijk de lucht in te kunnen werpen. Er bestaan zowel individuele als teamwedstrijden (5 turnsters voeren dan gelijktijdig een oefening uit). Alle wedstrijden worden muzikaal begeleid. Een individuele oefening duurt 1,15 - 1,30 minuten, een groepsoefening één minuut langer. Tijdens een oefening dienen beide handen gebruikt te worden en dient het gebruikte materiaal constant in beweging te blijven. Er bestaan ook duo's en trio's; bij de duo's treden de deelnemers met zijn tweeën op en bij een trio met zijn drieën. De jury kijkt dan naar de samenwerking van het duo/het trio. De ritmische gymnasten moeten er van tevoren zijn. Zodra het hele team is verzameld gaan ze zich opwarmen voor de wedstrijd. Als de jury's klaar zijn met hun voorbereiding gaat de wedstrijd van start. De teams komen achter elkaar aan de vloer op met hun vlaggen (de opmars), ze dragen hun trainingspak: het hele team heeft hetzelfde trainingspak met het logo van het team. Zodra de jury het team opnoemt zet het team een stap opzij met de hand in de lucht. Als alle teams zijn opgenoemd, lopen ze weer met de vlaggen af. De wedstrijd is dan "officieel" begonnen. De deelnemers komen dan een voor een hun oefening laten zien aan de jury. Vervolgens, na elk meisje dat haar oefening heeft laten zien zet een jury haar score op het scorebord. Wanneer alle meisjes zijn geweest, vindt de afmars plaats, de deelnemers lopen dan weer de vloer op, maar ditmaal in hun mooiste pakje. Als alle teams weer op hun posities staan, begint de prijsuitreiking.

## Jury
Wedstrijden worden gejureerd door een technische jury van 4 leden die de moeilijkheidsgraad bepaalt (geen maximaal aantal punten), 4 juryleden die de uitvoering beoordelen (maximaal 10 punten voor expressiviteit, virtuositeit en puntenaftrek voor fouten), 4 juryleden die de artistieke waarde van de oefening beoordelen en een jurycoördinator en juryhoofd. Dan zijn er ook nog jurymeisjes die de beoordelingspapieren van de juryleden aannemen en als het één à twee blaadjes zijn, brengen ze het naar een ander jurylid, is het een dikkere stapel beoordelingspapieren, brengen de jurymeisjes de bladen naar de technische jury, die de score vervolgens op het scorebord zet. Als alle deelnemers zijn geweest, zorgt de jury voor de prijsuitreiking. Alle meisjes krijgen dan een diploma en slechts de meisjes met een podiumplaats krijgen een medaille en/of beker.

## Schoeisel
Bij de sport worden zogenaamde teentjes gedragen. Dit zijn halve schoentjes van leer die om de tenen zitten en met elastiek zijn bevestigd. Ze geven extra grip en het zit prettig om de blote voeten  en dit is ook vooral om goede pirouetten te kunnen draaien. De hak is onbedekt waardoor de voeten zich nog wel steeds ver kunnen strekken. Bij sommige elementen moeten soms ook elkaars voeten worden vastgehouden en door de ontblote hak voelt dit beter aan.

## Pakjes
Alle deelnemers hebben een pakje (outfit) nodig voor hun uitvoering. Het pakje is eigenlijk een heel kort jurkje, en past meestal bij het materiaal en/of de muziek waaronder het meisje haar uitvoering doet. De pakjes bevatten meestal veel parels van alle soorten en maten. Het pakje moet goed zitten zodat het tijdens de uitvoering niet in de weg zit. Bijvoorbeeld bij een koprol moeten de parels niet in de rug steken. De deelnemers mogen niet aan hun pakje zitten tijdens de uitvoering, doen ze dat wel, dan gaan er punten vanaf.

## Olympische Spelen
Bij de Olympische Zomerspelen van 1952 en 1956 stond het onderdeel 'team, draagbaar gereedschap' op het programma. 
Ritmische gymnastiek is een olympische sport die sinds de Olympische Zomerspelen van 1984 op het olympisch programma staat. Bij de eerste drie edities was er alleen de individuele meerkamp, sinds de Spelen van 1996 is daar de groepswedstrijd bij gekomen. De Russische Jevgenia Kanajeva is de eerste gymnaste die twee keer achter elkaar individueel goud won; in 2008 en 2012. Haar landgenoten Natalja Lavrova (2000, 2004) en Jelena Posevina (2004, 2008) wonnen ook beide twee gouden medailles, maar dan in de groepsoefening.